# كأس فيد 2004
كأس فيد 2004 (بالإنجليزية: 2004 Fed Cup)‏ هو الموسم 42 من  كأس فيد. أقيم خلال الفترة 19 أبريل 2004 وحتى 28 نوفمبر 2004، وفاز فيه منتخب روسيا لكأس فيد.